# Warren Ellis (musiker)
Warren Ellis, född 14 februari 1965 i Ballarat, Victoria, är en australisk musiker och kompositör. 
Ellis är medlem i bandet The Dirty Three och har sedan 1995 varit en av The Bad Seeds i gruppen Nick Cave & The Bad Seeds.  Även tidigare samarbetade han med Nick Cave i diverse sammanhang. Ellis har gett ut soloalbumet Three Pieces for Violin (2002).
Ellis spelar framförallt fiol, men även synt, flöjt, mandolin, dragspel och bouzouki.
Han har bland annat tillsammans med Nick Cave komponerat soundtracket till filmen Mordet på Jesse James av ynkryggen Robert Ford.